# Іван Левенець
Іван Прокопович Левенець — (бл. 1664— † 19 серпня 1734, м. Полтава) — полтавський полковник Війська Запорозького, Член Першої Малоросійської колегії в 1724—1727 роках. Син Прокопа Левенця. Учасник Ради на якій було обрано у Глухові гетьманом Данила Апостола 1 (12) жовтня 1727 року.

## Біографія
Шлях Івана Прокоповича до полковницького уряду розпочався з Коломацького перевороту. Новообраний старшиною гетьман майже відразу по обранню надав Іванові сотницький уряд котрий він посідав до 1691 року. По смерті Прокопа підтвердив 20 червня 1691 року с. Мильці за його сином — полковим сотником. Через два роки той отримав і царську грамоту на це володіння.

### Полтавський полк
Від 1701-го тричі був полтавським полковником. У 1708 р. очолюваний ним Полтавський полк разом з охочекомонним Кожуховського брав участь у придушенні повстання Булавіна. Переслідуючи повсталих, котрі покинули запорозькі землі й перебиралися на Дон, Левенець розбив біля Кривої Луки булавінського отамана Семена Драного, а згодом одержав перемогу в битві з передовим загоном повстанців при Деркулі.
На час подій Північної війни у чині полковника мав намір приєднатися до гетьмана Мазепи про що свідчать покази допитів Григорія Герцика, реляцій охтирського полковника Ф.Осипова, котрий повідомляв агентів Петра I, що прибулий від Мазепи Левенець зачитує в місті громадянам провокаційні гетьманські листи, та інші. Та 17 січня 1709-го до міста з військом прибув новопризначений комендант О. С. Келін, котрий незабаром сповіщав :
|  | «из бунтовщиков полтавского полку, согласившегся с запорожцами о содержании стороны короля шведского, взят полковник Левенц и сердюков 7» |

.
У підсумку Іван Прокопович був інтернований до Харкова. Зрештою завдяки Скоропадському Левенця було виправдано без збереження чину — після Полтавської битви на полковництво було призначено Івана Черняка. Потім довгий час мешкав в місті, не обіймаючи жодних посад.

### Перша Малоросійська колегія
У 1724 році під час візиту О. І. Рум'янцева, котрий приїздив з каральною щодо Полуботківців місією, І. Левенця, разом з Іваном Мануйловичем і Федором Гречаним, було включено до складу керівництва Генеральної військової канцелярії Першої Малоросійської колегії. http://uk.rodovid.org/wk/778040[недоступне посилання з травня 2019] На цій посаді пробув до 1725-го (іншими даними 1727-го) р. після чого поновлювався на полковництво.

## Вшанування пам'яті
У селі Мильці вулицю Чайковського перейменували на вулицю Івана Левенця.